# The Collection (Klaus Nomi)
The Collection è una raccolta del cantante tedesco Klaus Nomi, pubblicata postuma nel 1991.

## Descrizione
L'album contiene sedici canzoni tratte dai primi tre album di Klaus Nomi. Non sono inclusi brani inediti.

## Tracce
(CD) BMG ND75004 Europa 1991
1. Cold Song - 4:04
2. Can't Help Falling In Love - 3:56
3. Der Nussbaum - 3:05
4. Just One Look - 3:21
5. The Twist - 3:04
6. Total Eclipse - 3:29
7. Three Wishes - 3:20
8. ICUROK - 4:25
9. Wasting My Time - 4:14
10. Rubberband Lazer - 4:21
11. Ding Dong - 3:11
12. Nomi Chant - 1:55
13. Death - 4:21
14. Wayward Sisters - 1:43
15. From Beyond - 2:52
16. Falling In Love Again - 2:41